# Diplomsko obrazovanje
Diplomsko obrazovanje uključuje stjecanje naobrazbe po završetku koje se dobiva akademski naziv magistra, profesionalna ili akademska potvrda, ili druga kvalifikacija za koju je preduvjet općenito bio dovršetak preddiplomskog studija, a normalno se smatra dijelom visokog obrazovanja.
Organizacija i struktura diplomskog obrazovanja različita je u raznim zemljama pa i u raznim ustanovama unutar iste države.
U nekim programima u tradicionalnom njemačkom sustavu i tradicionalnom nizozemskom sustavu ne postoji pravna razlika između "preddiplomaca" i "diplomaca". U takvim programima sve je obrazovanje usmjereno k zvanju magistra bez obzira na to radi li se o uvodnoj (prvostupničkoj) razini ili naprednoj (magistarskoj) razini. Cilj bolonjskog procesa ukidanje je takvog sustava.

## Više informacija
- habilitacija